# Ursprung (Gemeinde Elixhausen)
Ursprung ist ein Ortsteil der Gemeinde Elixhausen im Bundesland Salzburg.
Die Ortschaft befindet sich nördlich von Elixhausen an der Mattseer Landesstraße (L101) und ist Standort der Höheren Bundeslehranstalt für Landwirtschaft Ursprung, die im Schloss Ursprung untergebracht ist. Der Name „Ursprung“ leitet sich aus dem mittel- bzw. althochdeutschem „urspring“ oder „ursprinc“ ab. Die Verwendung von „ursprinc“ glich dem unserer heutigem „Quelle“. Dieser Name bezieht sich auf die Quelle der Mattig, die sich im Ursprunger Moor befindet, das sich vom Schloss nach Norden hinzieht. Das ursprüngliche Gut Ursprung wurde im Jahr 1122 erstmals urkundlich erwähnt und zählte damals mit über 100 ha zu den größten Grundbesitzen des nördlichen Flachgaus. Jedoch wurde in Ursprung auch ein kleiner Henkelkrug mit Buckelverziehung gefunden, der möglicherweise aus der Bronzezeit stammt und als Hinweis auf eine wesentlich frühere Besiedlung gewertet werden kann.